# Refugio antiaéreo
Un refugio antiaéreo, igualmente conocido como refugio antibombas, es una estructura de protección para la población civil y el personal militar contra posibles ataques enemigos (bombardeo) desde el aire. Son similares en algunos aspectos a los bunker, aunque no son diseñados para proteger de ataques terrestres (algunos han sido exitosamente utilizados como estructuras defensivas terrestres).

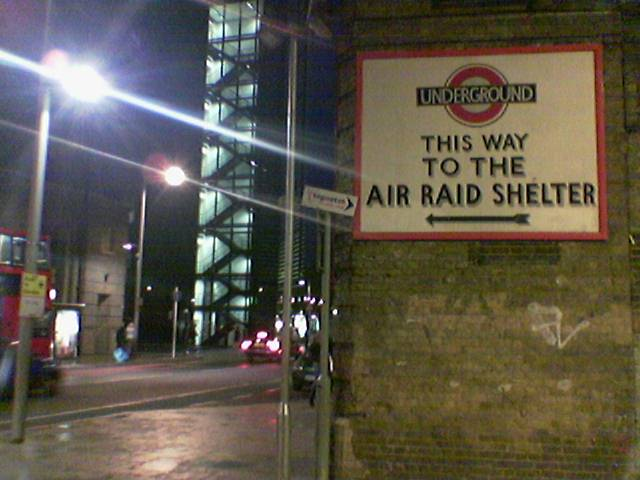
Señalamiento de un refugio subterráneo en Londres

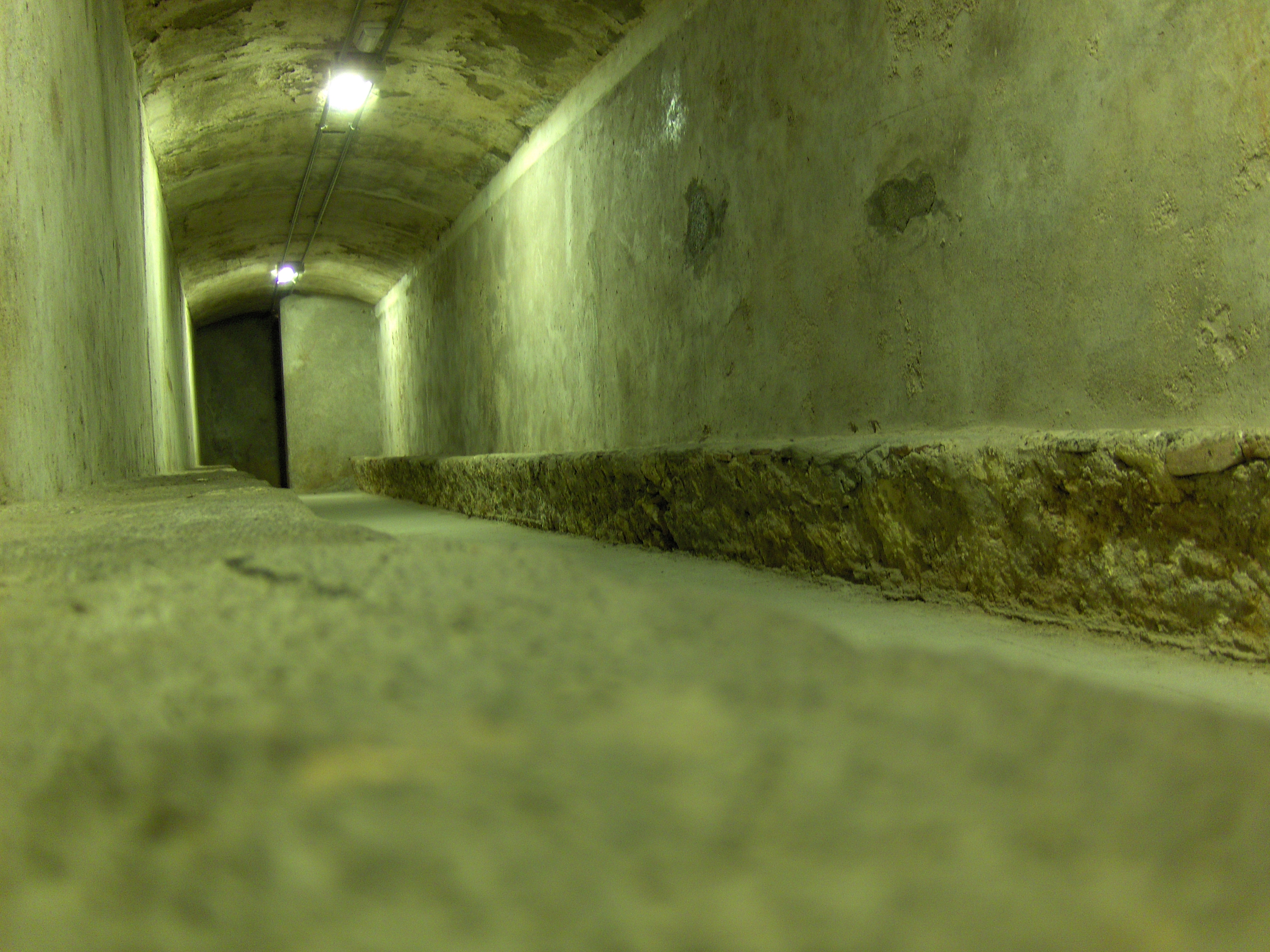
Galería de los refugios subterráneos de Almería.

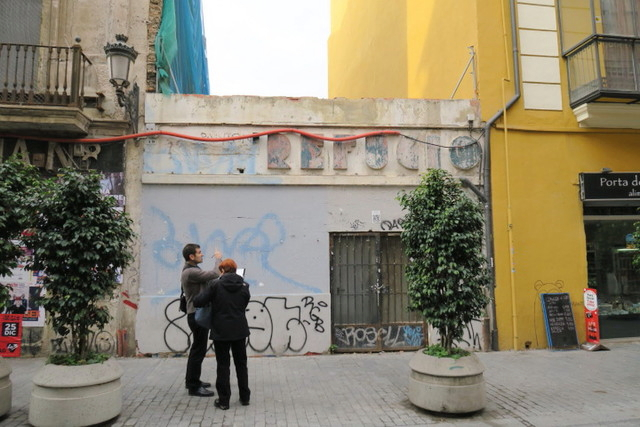
Refugio antiaéreo de Calle Serranos 25 construido durante la guerra civil española en Valencia.

## Segunda Guerra Mundial

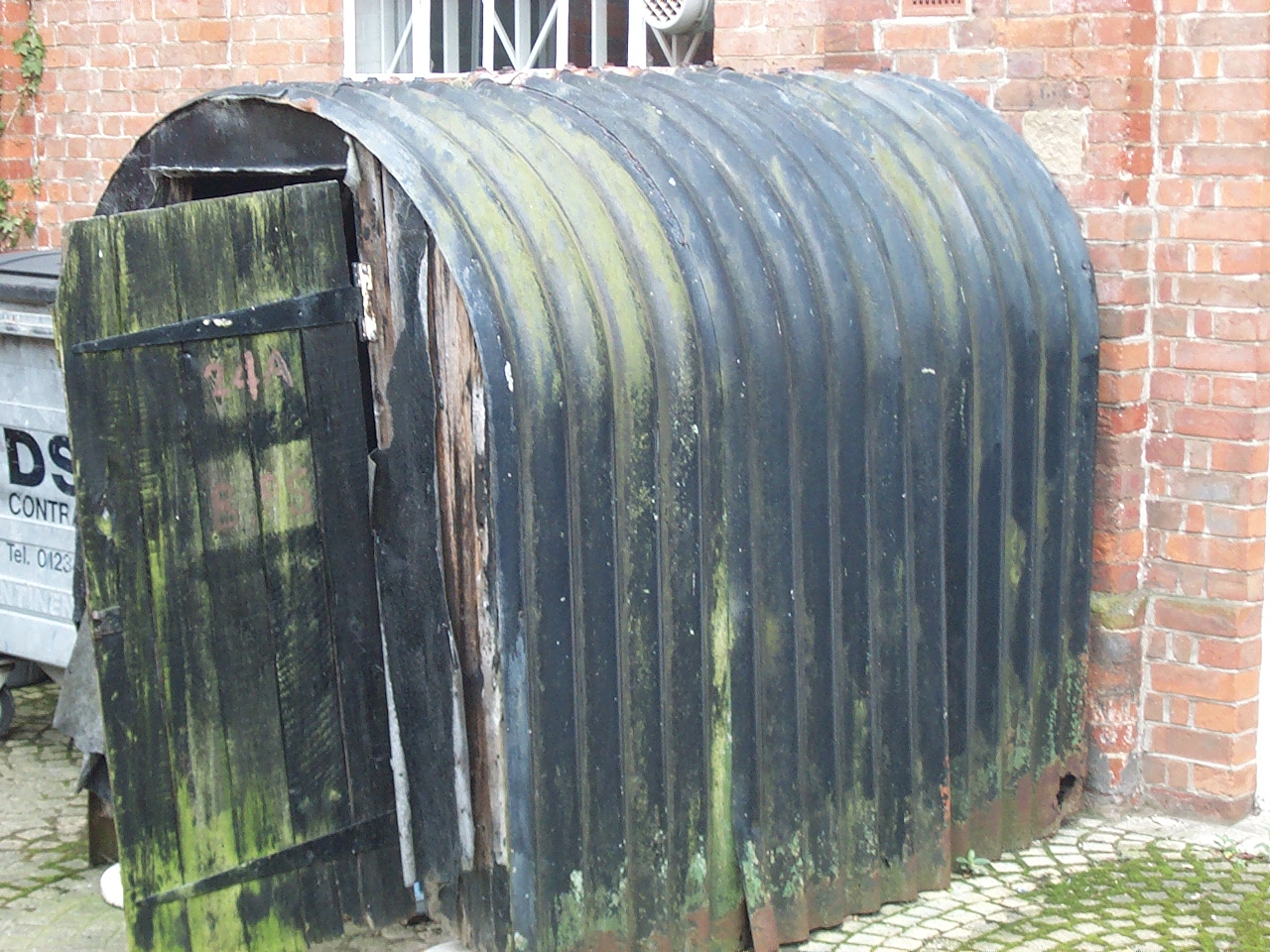
El refugio antiaéreo Anderson del Museo de Bedford.

Estos refugios fueron construidos para proteger contra incursiones aéreas enemigas, sin embargo otras estructuras existentes y con otras funciones eran aptas para salvaguardar a la gente durante los ataques; estaciones subterráneas, túneles, sótanos de grandes establecimientos y puentes. Un refugio casero muy utilizado era el conocido como Refugios Anderson, construido con planchas de acero corrugado en el jardín.